# Wilhelm Philipp Schimper
Wilhelm Philipp Schimper, född 12 januari 1808 i Dossenheim-sur-Zinsel, Alsace (vid Zabern), död 20 mars 1880 i Strasbourg, var en tysk botaniker och paleontolog, kusin till Karl Friedrich och Wilhelm Schimper och far till Andreas Franz Wilhelm Schimper.
Schimper var direktör för Naturhistoriska museet och professor vid universitetet i Strasbourg och utmärkte sig främst som bryolog. Hans förnämsta verk på detta område är Bryologia europæa (1836-55, sex band med 640 tabeller; början författad tillsammans med Philipp Bruch och Th. Gümbel), jämte ett supplement (1864-66, med 40 tabeller). 
Av hans paleobotaniska arbeten kan nämnas beskrivningen av växtfossil i ett gemensamt med Köchlin-Schlumberger utgivet arbete (1862) samt den på sin tid för varje paleobotaniker oumbärliga handboken Traité de paléontologie végétale (tre band text samt atlas med 110 tavlor 1869-74).
Auktorsnamnet Schimp. kan användas för Wilhelm Philipp Schimper i samband med ett vetenskapligt namn inom botaniken; se Wikipediaartiklar som länkar till auktorsnamnet.

## Övriga skrifter i urval
- Monographie des plantes fossiles du grès bigarré des Vosges (tillsammans med A. Mougeot, 1844)
- Stirpes normales bryologiæ europæ (1844-54)
- Recherches morphologiques et anatomiques sur les mousses (1848)
- Icones morphologicæ (1860)
- Synopsis muscorum europæorum (1860; andra upplagan 1876)
- Le terrain de transition des Vosges (tillsammans med Köchlin-Schlumberger, 1862)